# Giovanni Cervoni
Giovanni Cervoni di Giuseppe di Giulio (Colle di Val d'Elsa, 1508 – dopo il 1582) è stato un poeta e letterato italiano, e un giureconsulto al servizio della segreteria granducale.

## Biografia
Giovanni Cervoni nacque a Colle di Val d'Elsa nel 1508, probabile parente della poetessa colligiana Isabella Cervoni. Dopo gli studi di diritto ricoprì vari incarichi nella segreteria medicea. Autore prolifico compose diverse opere a carattere elogiativo e celebrativo. Tra i suoi soggetti preferiti troviamo principalmente i membri della famiglia sovrana dei Medici . Fu inoltre autore di un Discorso sopra la famiglia fiorentina dei Gondi .

## Opere
- Sopra il sonetto del Petrarca Amor, fortuna, e la mia mente schiua, letto pubblicamente nell'Accademia Fiorentina., Firenze: Lorenzo Torrentino, 1550.
- Canzone di Giouanni Ceruoni nella morte del sereniss. Cosimo Medici, primo gran duca di Toscana, Fiorenza: Giorgio Marescotti, 1574.
- Nel battesimo del serenissimo principe di Toscana. Canzone di m. Giouanni Cervoni da Colle. Fiorenza: Giorgio Marescotti, 1577.
- Rime di Giouanni Cervoni. Nella morte della serenissima gran duchessa di Toscana., Fiorenza: Bartolomeo Sermartelli, 1578.
- In morte dell'illustre signore, il sig. Bartolomeo Concini primo segretario del gran duca di Toscana. Canzone di Giouanni Ceruoni da Colle, Fiorenza: Giorgio Marescotti, 1578.
- Canzone di Giouanni Ceruoni, fatta nelle nozze degl'illustriss. et eccellentiss. signori il signor don Cesare d'Este, e la signora donna Virginia Medici, Firenze: Giorgio Marescotti, 1585.